# Пинце-Мароф
Пинце-Мароф (словен. Pince-Marof, мађ. Pincemajor) је насељено место у општини Лендава, Помурска регија, Словенија.

## Географска локација
Пинце-Мароф је најисточније насеље у Словенији. Координате најисточније тачке Словеније су: 46° 28′ 33,76″ N 16° 36′ 07,69″ E / 46.46667° С; 16.60000° И .

## Историја
До територијалне реорганизације у Словенији било је у саставу старе општине Лендава.

## Становништво
У попису становништва из 2011. Пинце-Мароф је имало 104 становника.
| Број становника према пописима | Број становника према пописима | Број становника према пописима |
| ------------------------------ | ------------------------------ | ------------------------------ |
| 1991                           | 2002                           | 2011                           |
| 127                            | 115                            | 104                            |

Напомена: Године 2018. промењена је граница и подручје насеља Пинце-Мароф, што је последица усклађивања државне границе између Словеније и Хрватске.